# Cerviá de Ter
Cerviá de Ter (oficialmente y en catalán Cervià de Ter), es un municipio y localidad española de la provincia de Gerona, en la comunidad autónoma de Cataluña. El término municipal, ubicado en la comarca del Gironés, tiene una población de 997 habitantes (INE 2024).

## Geografía
El municipio está situado al noreste de la comarca del Gironés, a la izquierda del río Ter y en el límite con la comarca del Pla de l'Estany.

## Historia
Hasta la reforma de la nomenclatura municipal de 1916 el municipio se llamaba simplemente Cerviá. En dicha fecha su nombre fue modificado por el de Cerviá de Ter.

## Demografía
Cerviá de Ter cuenta con una población de 997 habitantes (INE 2024).
| Gráfica de evolución demográfica de Cerviá de Ter entre 1842 y 2021                                                 |
| |
| Población de derecho según los censos de población del INE Población de hecho según los censos de población del INE |

## Economía
Agricultura de secano, ganadería y pequeñas industrias.

## Lugares de interés

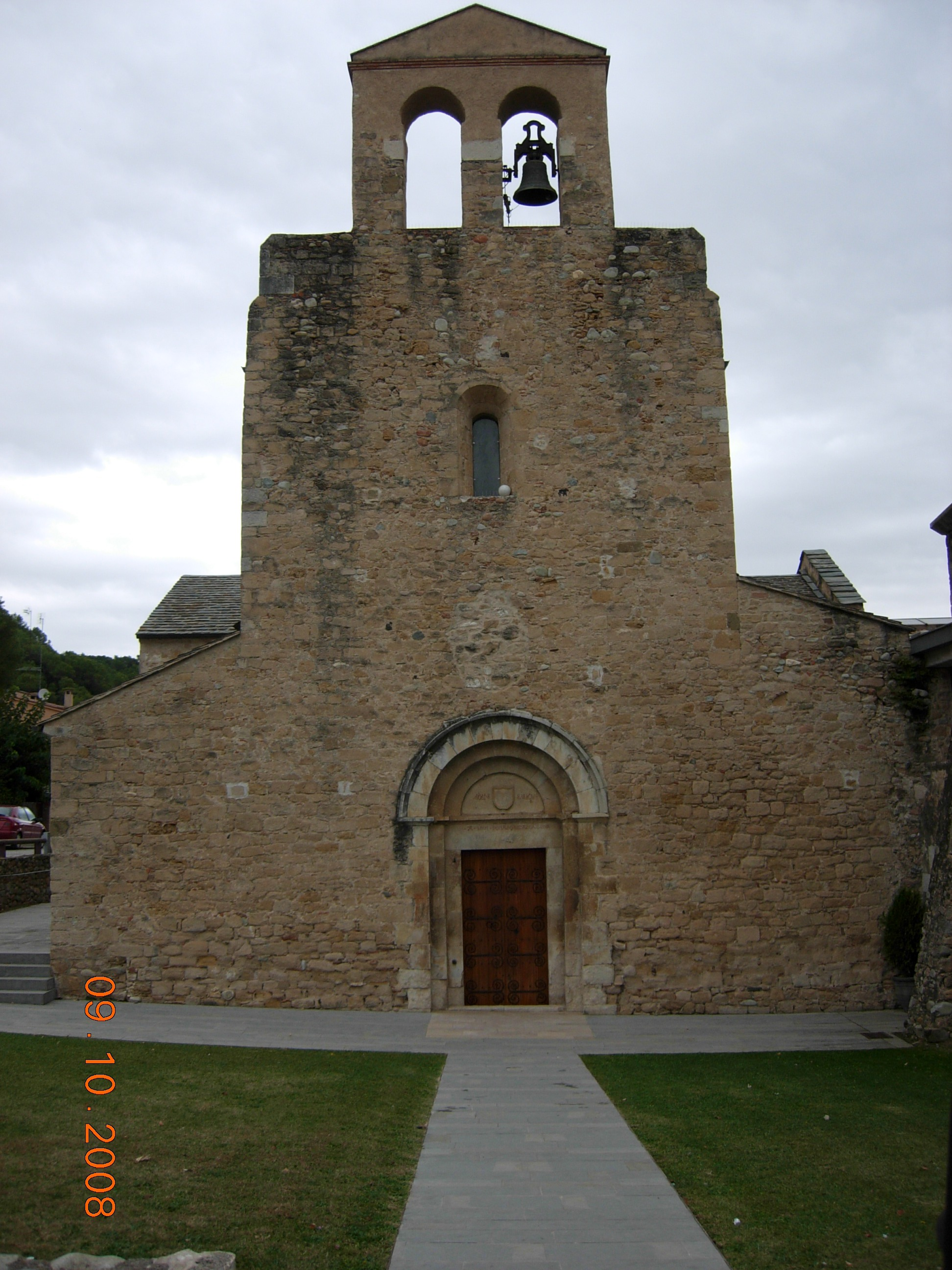
Fachada del priorato de Santa María

- Iglesia del antiguo monasterio de Santa María de Cerviá, de estilo románico.
- Iglesia de San Cristóbal, en Raset.
- Ruinas del castillo de Cerviá.